# Валенте, Бенита
Бенита Валенте (англ.  Benita Valente, род. 19 октября 1934, Делано, Кёрн, Калифорния)  – американский оперная певица (сопрано).

## Биография
Училась в Музыкальной академии в Санта-Барбаре под руководством Лотты Леман, а затем в Кёртисовском институте у Маргарет Харшоу (закончила в 1960). В том же году победила на прослушивании в Метрополитен-опере и дебютировала на музыкальном фестивале в Марлборо, где ей аккомпанировал Рудольф Сёркин. Большой успех имело её исполнение роли Памины в Волшебной флейте в Метрополитен-опере (1973). В дальнейшем она много раз выступала на этой знаменитой сцене (Джильда в Риголетто, Нанетта в Фальстафе, Сюзанна в Свадьбе Фигаро, Альмирена в Ринальдо).
Ушла со сцены в 2000. Преподает в музыкальной школе Марлборо, Метрополитен-опере и др.

## Репертуар
В репертуар певицы входила музыка от эпохи барокко до наших дней.

## Творческое содружество
Выступала в ансамблях с Йо-Йо Ма, Ричардом Штольцманом, Эмануэлем Аксом, Леоном Флейшером, Ричардом Гудом, Рудольфом и Петером Сёркин, Шерон Исбин. Работала с такими дирижёрами, как Клаудио Аббадо, Николаус Арнонкур, Даниэль Баренбойм, Леонард Бернстайн, Серджиу Коммиссиона, Рэймонд Леппард, Джеймс Ливайн, Эрих Ляйнсдорф, Курт Мазур, Рикардо Мути, Сэйдзи Одзава, Леонард Слаткин, Кристоф Эшенбах и др.
Для певицы писали музыку Альберто Хинастера, Джон Харбисон и др. композиторы.

## Признание
Премия Грэмми за исполнение квартета №2 Арнольда Шёнберга  с Джульярдским струнным квартетом. Национальная премия имени Ричарда Дж. Богомолны за вклад в исполнение камерной музыки (1999).